# Glaucytes lineatopunctata
Glaucytes lineatopunctata là một loài bọ cánh cứng trong họ Cerambycidae.